# Jan (książę Kleve, Jülich i Bergu)
Jan zwany Pokojowym (niem. Johann der Friedensbringer, ur. 10 listopada 1490 r., zm. 6 lutego 1539 r.) – książę Jülich, książę Bergu i hrabia Ravensbergu od 1511 r., książę Kleve i hrabia Mark (jako Jan III) od 1521 r.

## Życiorys
Jan był najstarszym synem księcia Kleve i hrabiego Mark Jana II oraz Matyldy, córki landgrafa Górnej Hesji Henryka III Bogatego. Już w 1496 r. został zaręczony z Marią, dziedziczką księstw Jülich i Bergu oraz hrabstwa Ravensbergu, a w październiku 1510 r. poślubił ją. Już we wrześniu 1511 r. zmarł ojciec Marii, książę Jülich i Bergu oraz hrabia Ravensbergu Wilhelm i Jan objął następstwo po nim. Gdy w 1521 r. objął z kolei dziedzictwo w księstwie Kleve i hrabstwie Mark po śmierci swego ojca, jednocząc w ten sposób świeckie księstwa Nadrenii i Westfalii jako najpotężniejszy władca w zachodniej części Rzeszy. Główną siedzibą księcia był odtąd Düsseldorf.
Głównym celem w pierwszym okresie rządów Jana była konsolidacja połączonych księstw oraz umocnienie prerogatyw książęcych w Kleve i Marku, osłabionych w pierwszych latach XVI w. za sprawą nieszczęśliwych rządów jego ojca – szczególnie, że dążenia stanów zyskały nowy impuls w postaci rozszerzającej się reformacji. Z pomocą dobrze dobranych doradców wywodzących się z kręgów humanistycznych Jan w 1534 r. wprowadził nowoczesne systemy administracyjne w obu częściach swojego władztwa - rozdzielając w każdej z nich kompetencje między radę, kancelarię oraz urząd podatkowy. Odnalazł też pośrednią drogę w sporach religijnych, w 1532 r. wprowadzając kościelną ordynację reformującą kościół w duchu idei erazmiańskich łagodzącą wyznaniowe antagonizmy i prowadząc tolerancyjną politykę wyznaniową (z wyłączeniem grup radykalnych – Jan uczestniczył w likwidacji komuny anabaptystów w Münster). 
W polityce zagranicznej Jan zachowywał niezbyt aktywną lojalność wobec cesarza. Mimo to swoją najstarszą córkę wydał za księcia saskiego Jana Fryderyka I, który był przywódcą protestanckiego związku szmalkaldzkiego, sam jednak do niego przystąpił. Do zerwania z cesarzem doszło dopiero tuż przed śmiercią Jana: w 1537 r. jego jedyny syn Wilhelm został wybrany na następcę tronu w Geldrii i w 1538 r. objął tron w tym księstwie, co było sprzeczne z interesami Habsburgów w Niderlandach. Wkrótce po śmierci Jana wybuchł konflikt z tym związany.
W 1530 r. Jan zaproponował małżeństwo swego syna z Marią, najstarszą córką króla Anglii Henryka VIII Tudora. Plan nie doszedł do skutku, ale po śmierci w 1537 r. trzeciej żony Henryka, Jane Seymour, rozpoczęto starania o poślubienie przed Henryka VIII jednej z córek Jana, Anny lub Amalii. Do małżeństwa Henryka i Anny doszło jednak już po śmierci Jana, która nastąpiła w 1539 r. Jan został pochowany w kolegiacie w Kleve. Następstwo w Kleve, Mark, Jülich, Bergu i Ravensbergu objął jego jedyny syn Wilhelm, książę Geldrii.

## Rodzina
W 1510 r. Jan poślubił Marię, córkę i dziedziczkę księcia Jülich i Bergu oraz hrabiego Ravensbergu Wilhelma. Para ta miała czworo dzieci:
- Sybilla (1512–1554), żona elektora saskiego i landgrafa Turyngii, a następnie księcia Saksonii Jana Fryderyka I Wspaniałomyślnego,
- Anna (1515–1557), czwarta i krótkotrwała żona króla Anglii Henryka VIII Tudora,
- Wilhelm (1516–1592), następca ojca jako książę Kleve, Jülich, Bergu, hrabia Mark i Ravensbergu, ponadto książę Geldrii,
- Amalia (1517–1586).